# Elecciones al Parlamento Europeo de 2019 (Luxemburgo)
Las elecciones al Parlamento Europeo de 2019 en Luxemburgo se llevaron a cabo el 26 de mayo de 2019, con el propósito de elegir a los seis eurodiputados luxemburgueses del Parlamento Europeo.

## Sistema de votación
La elección se basa en la representación proporcional, y los escaños se otorgan de acuerdo con el método d'Hondt. Existe distrito electoral único a nivel nacional. Los votantes pueden emitir seis votos, que pueden otorgar a una lista o distribuir entre candidatos individuales de diferentes listas. En este caso, se pueden otorgar dos votos por candidato.
Hay voto obligatorio para todos los luxemburgueses entre 18 y 75 años. Los ciudadanos de la UE que han vivido en Luxemburgo durante al menos dos años y están registrados en el censo electoral también pueden votar en el país.

## Resultados
Un total de 10 formaciones políticas participaron en la elección.
| Lista | Lista                                               | Grupo      | Votos     | %     | Escaños |
| ----- | --------------------------------------------------- | ---------- | --------- | ----- | ------- |
|       | Partido Democrático (DP)                            | ALDE       | 269 259   | 21,43 | 2       |
|       | Partido Popular Social Cristiano (CSV)              | PPE        | 265 105   | 21,10 | 2       |
|       | Los Verdes (Déi Gréng)                              | Verdes/ALE | 237 615   | 18,91 | 1       |
|       | Partido Socialista Obrero Luxemburgués (LSAP)       | S&D        | 153 396   | 12,21 | 1       |
|       | Partido Alternativo de la Reforma Democrática (ADR) | -          | 126 084   | 10,03 | -       |
|       | Partido Pirata Luxemburgués (PP)                    | -          | 96 830    | 7,71  | -       |
|       | La Izquierda (Déi Lénk)                             | -          | 60.812    | 4,84  | -       |
|       | Volt                                                | -          | 26 528    | 2,11  | -       |
|       | Partido Comunista de Luxemburgo (KPL)               | -          | 14 334    | 1,14  | -       |
|       | Los Conservadores                                   | -          | 6 661     | 0,53  | -       |
| Total | Total                                               | Total      | 1 256 624 |       | 6       |